# 四川波罗花
四川波罗花（学名：Incarvillea beresowskii）是紫葳科角蒿属的植物，是中国的特有植物。分布于中国大陆的四川、西藏等地，生长于海拔2,100米至4,200米的地区，多生长于高山，目前尚未由人工引种栽培。